# Nelly Aerts
Nelly Aerts (30 september 1962) is een voormalige Belgische langeafstandsloopster, die gespecialiseerd was in de marathon. Ze werd tweemaal Belgisch kampioene in deze discipline.

## Loopbaan
Haar eerste succes op de klassieke afstand boekte Aerts in 1987 bij de marathon van Rotterdam. Met een tijd van 2:53.47 won ze deze wedstrijd. Later, in juni dat jaar, won ze een gouden medaille bij het Belgische kampioenschap marathon, dat deze keer in Huy werd georganiseerd. Deze titel zou ze in 1989 nogmaals veroveren. In september 1987 won ze ook de marathon van Brussel in een persoonlijk record van 2:33.32.

## Belgische kampioenschappen
| Onderdeel | Jaar       |
| --------- | ---------- |
| marathon  | 1987, 1989 |

## Persoonlijke records
| Onderdeel      | Prestatie | Datum             | Plaats   |
| -------------- | --------- | ----------------- | -------- |
| halve marathon | 1:11.32   | 2 april 1989      | Den Haag |
| marathon       | 2:33.32   | 27 september 1987 | Brussel  |

## Palmares

### 20 km
- 1989: 4e 20 km van Parijs - 1:08.40

### halve marathon
- 1989:  City-Pier-City Loop - 1:11.32
- 1990: 6e City-Pier-City Loop - 1:14.18

### 25 km
- 1988:  Grindmerenloop in Wessem - 1:40.55

### marathon
- 1986:  marathon van Brussel - 2:42.02
- 1987:  marathon van Rotterdam (april) - 2:53.47
- 1987:  Belgische kampioenschappen in Huy (juni) - 2:44.57
- 1987:  marathon van Brussel (september) - 2:33.32
- 1987: 10e New York City marathon (november) - 2:38.18
- 1988: 26e marathon van Huy - 2:44.22
- 1988: 26e marathon van New York - 2:53.25
- 1989:  marathon van Parijs - 2:33.58
- 1989:  Belgische kampioenschappen in Brussel - 2:36.49
- 1989:  marathon van Capri - 2:35.55,9
- 1990: 5e marathon van Parijs - 2:42.45
- 1990: 17e EK in Split - 2:49.10
- 1998: 4e marathon van Gent - 2:57.24

### veldlopen
- 1989: 34e WK in Stavanger - 23.49
- 1990: 128e WK in Aix-les-Bains - 21.49